# Górnik Sosnowiec
Klub Sportowy "Górnik" Sosnowiec powstał w 1976 roku z połączenia Górnika Zagórze i Górnika Klimontów. Zarówno Górnik Zagórze jak i Górnik Klimontów powstały w 1945 roku. Do 2007 roku istniała sekcja szachowa. Obecnie w klubie działają 4 sekcje:
- boks hala MOSiR Zagórze
- piłka nożna stadion w Zagórzu
- Futsal hala MOSiR Zagórze
- pływanie basen MOSiR w Klimontowie

Najwybitniejszym zawodnikiem był Henryk Średnicki, jedyny polski mistrz świata w boksie.

## Górnik Zagórze

### Początki sportu w Zagórzu
Ruch sportowy w Zagórzu formalnie zaczął się w 1910 r., kiedy to powstało ognisko Towarzystwa Gimnastycznego "Sokół". W 1924 r. powstało Towarzystwo Sportowe "Błysk", które założyli Zygmunt Cyrol i Ludwik Szydłowski. Klub skupiał głównie młodzież, której rodzicami byli pracownicy miejscowej kopalni "Mortimer". W latach 30. XX wieku w Zagórzu działała drużyna harcerska 48 ZDH Zagórze, której jednym z wyróżniających się sportowców był Roman Skubek, który początkowo był lekkoatletą, a później piłkarzem Zagłębia Dąbrowa Górnicza, a w latach powojennych był sekretarzem Górnika Zagórze oraz sekretarzem Zagłębiowskiego OZPN. 20 lipca 1938 r. w poczet członków Zagłębiowskiego OZPN przyjęto klub sportowy "Naprzód" z Józefowa wrze gminie Zagórze. Wkrótce działalność klubu przerwał wybuch II wojny światowej. Po zakończeniu wojny w Zagórzu powstały dwa kluby:"Naprzód" przy OMTUR i "Zryw" przy ZWM. Założycielem "Naprzodu" był Roman Skubek i Wincenty Maślak, a "Zrywu" - Stanisław Walasek. Oba kluby posiadały sekcje piłki nożnej, siatkówki i koszykówki.

### Powstanie Górnika Zagórze
W 1948r. na skutek połączenia organizacji OMTUR i ZWM powstał Związek Młodzieży Polskiej. Rok później uchwałą Biura Politycznego KC PZPR dokonano reorganizacji działalności sportowej w Polsce powołując zrzeszenia sportowe I właśnie w 1949 r. powstał Związkowy Klub Sportowy "Górnik" Zagórze przy kopalni "Mortimer-Porąbka". Klub napotykał na wiele problemów organizacyjnych jak brak sprzętu, obiektów sportowych, działaczy i kadry szkoleniowej. Dopiero w 1957 r. do istniejącej sekcji piłki nożnej dołączyły sekcje: bokserska, pływacka, szachowa, brydża sportowego oraz po reaktywacji - siatkarska. 22 lipca 1967 r. nastąpiło oficjalne otwarcie nowego stadionu piłkarskiego i hali sportowej w Zagórzu. Nowy stadion miał mieć pojemność 6 tysięcy widzów, a hala została zlokalizowana w dawnej kopalnianej cechowni. 
W 2016 r. Spółka Restrukturyzacji Kopalń Sp. z o.o. przekazała stadion piłki nożnej klubu Górnik Zagórze gminie Sosnowiec.